# Carlos Espínola (giocatore di calcio a 5)
Carlos Alberto Espínola Cubas (6 aprile 1981) è un giocatore di calcio a 5 paraguaiano.

## Carriera
Portiere massiccio e di altezza modesta, ha disputato l'intera carriera in patria, indossando le maglie delle squadre più prestigiose. Per oltre un decennio ha fatto parte della Nazionale di calcio a 5 del Paraguay, con la quale ha preso parte a tre Coppe del Mondo ma non all'edizione del 2004, saltata a causa di un grave infortunio.

## Palmarès
1. ↑  (ES) Lilo sorprende a brasileños con sus tapadas y su figura, su d10.ultimahora.com, 25 ottobre 2013.
2. ↑  (ES) Una lesión descarta del mundial a Carlos Espínola, su abc.com.py, 7 novembre 2004.